# Barão de Monte Alto
Barão de Monte Alto este un oraș în unitatea federativă Minas Gerais (MG), Brazilia.